# Karlsdal, Västerås
Karlsdal är en  stadsdel i det administrativa bostadsområdet Kristiansborg-Karlsdal i Västerås. Området är ett bostadsområde som ligger mellan E18 och Kopparbergsvägen i Västerås.
I Herrgärdet finns bostäder, både äldre och nyare, ett industri/affärsområde och en bensinmack.
Området avgränsas av E18, Kopparbergsvägen, Norra Ringvägen, Katrinelundsvägen, Karlsdalsgatan, Tegelvretsgatan, Sundinsgatan och Mobergsgatan till E18.
Området gränsar i nordöst över E18 till Gideonsberg, i öst till Kopparlunden, i söder till Herrgärdet och i nordväst till Kristiansborg.